# Coalición contra las Bombas de Racimo

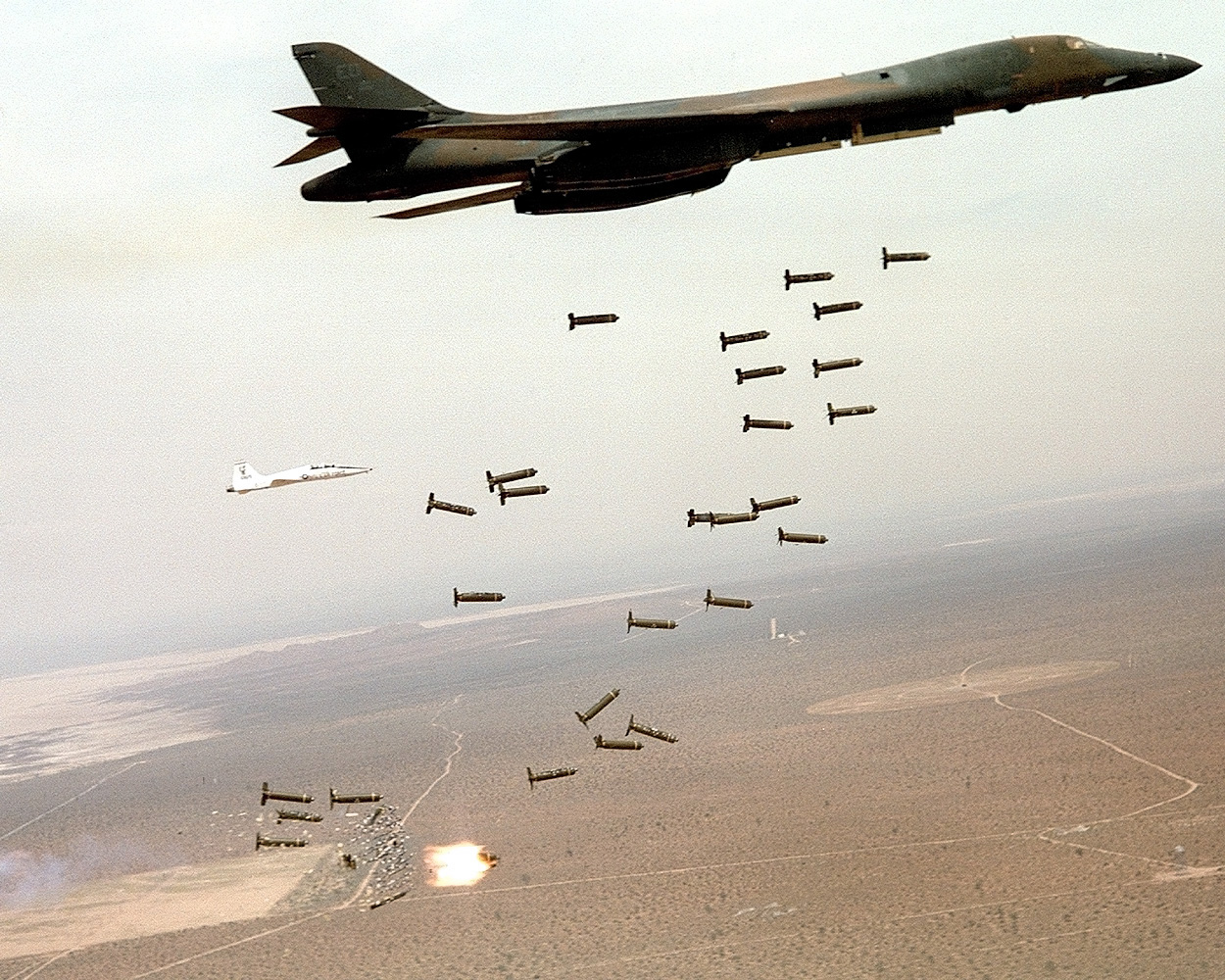
Un B-1 Lancer estadounidense saturando un área con munición de racimo.

La Coalición contra las Bombas de Racimo, en inglés The Cluster Munition Coalition (CMC), es una organización de la sociedad civil internacional, comprometida con la prohibición de las bombas de racimo, unas bombas que liberan múltiples explosivos en vuelo (desde decenas hasta centenares), diseñados para explotar al impactar en el suelo. Como hasta un tercio de ellos no lo hacen, siguen siendo un riesgo mortal para los civiles durante años. 94% de las víctimas registradas de las bombas de racimo son civiles, de los cuales casi el 40% son niños.
La coalición, formada en noviembre de 2003, reúne a organizaciones de más de 100 países y ONG como Amnistía Internacional, la Campaña Internacional para la Prohibición de las Minas Antipersona (International Campaign to Ban Landmines - ICBL), Human Rights Watch, el Comité Internacional de la Cruz Roja y la Swedish Peace and Arbitration Society (SPAS). Tras varias conferencias internacionales en 2007 y 2008, elaboraron un tratado en mayo de 2008, la Convención sobre Bombas de Racimo, que firmaron en diciembre del mismo año en Oslo y que entró en vigor el 1 de agosto de 2010. La Convención prohíbe el uso, la producción, la venta o donación y el almacenamiento de bombas de racimo; exige la destrucción de los almacenes existentes, el desminado de las áreas contaminadas y asistencia a las víctimas. En 2022, 120 países habían adherido a la Convención a pesar de la oposición de los principales fabricantes y países con stocks de bombas de racimo como los Estados Unidos, Rusia y China.
Todas estas organizaciones comparten el objetivo común de encontrar la forma de que estas armas dejen de causar heridos y muertos entre las poblaciones civiles. A través de sus actividades, la gente que forma la Coalición, ha seguido y ha aprendido sobre el impacto que tienen las bombas de racimo contra los civiles.[cita requerida] Las organizaciones e individuos que forman parte de la Coalición han sido testigos de los efectos causados por las bombas de racimo a través de sus acciones y trabajo en las zonas de conflicto, en donde proveen de asistencia a la víctimas, despejan áreas contaminadas por sub-municiones, investigan abusos en contra de los derechos humanos y las violaciones en contra del derecho internacional humanitario.[cita requerida]
Los miembros de la Coalición están comprometidos a la protección de los civiles en zonas de conflicto[cita requerida] y a la estricta implementación de las leyes de la guerra. Los miembros de la Coalición trabajan para la justicia,[cita requerida] el derecho internacional humanitario y los derechos humanos.